# Різник Андрій Іванович
Андрі́й Іва́нович Рі́зник (нар. 15 березня 2000, Нирків, Заліщицький район, Тернопільська область, Україна) — український футболіст, нападник тернопільської «Ниви».

## Клубна кар'єра
Різник закінчив дев'ятий клас пронятинської ЗОШ № 30, яка входить до структури ФК «Тернопіль». Попри свій юний вік, молодий гравець вдома виступав у чемпіонаті району за дорослу команду. У 2014 році він продовжив навчання в тернопільській школі.
На початку 2015 року Різник провів один із зимових тренувальних зборів з основним складом ФК «Тернопіль». Також він залучався до контрольних матчів у літнє міжсезоння.

### ФК Тернопіль
На початку серпня 2015 року підписав свій перший професійний контракт з ФК «Тернопіль» і був заявлений на сезон. Свого часу до молодого гравця приглядався запорізький «Металург» та ряд інших клубів, але він залишився у структурі ФК «Тернопіль».
22 серпня 2015 року зіграв свій перший матч на професійному рівні у Кубку України проти «Металурга» і став одним із наймолодших дебютантів цих змагань. А вже 30 серпня молодий гравець дебютував і в Першій лізі у матчі проти «Іллічівця», ставши також одним із наймолодшим дебютантів в історії другого за силою дивізіону.
Після цих двох зустрічей гравець був відзаявлений. Причиною цьому стало те, що не маючи ігрової практики, але будучи на контракті, молодий нападник не мав права грати в аматорських змаганнях. Він продовжив свої виступи у команді «Тернопіль-Педліцей» (структура ФК «Тернопіль»), яка виступає у дитячо-юнацькій лізі Тернопільської області з футболу (юнаки 2000—2001 р.н.).
Потім Різник непогано себе зарекомендував у зимових спарингах і 2 березня 2016 року ФК «Тернопіль» продовжив з ним співпрацю.

### Нива Тернопіль
У 2019 році став гравцем тернопільської «Ниви». 

## Нагороди і досягнення

### Командні
- Чемпіон Тернопільської області з футзалу серед юнаків 1999—2000 р.н.: 2016 р.[8]
- Переможець новорічно-різдвяного турніру з міні-футболу серед ЗОШ Тернополя, присвяченого 107-річниці з дня народження Степана Бандери: 2016[9]
- Переможець тернопільських міських змагань з міні-футболу серед гравців 2000—2001 р.н., приурочених Дню Святого Миколая: 2014 р.[10]

### Особисті
- Найкращий гравець тернопільських міських змагань з міні-футболу серед гравців 2000—2001 р.н., приурочених Дню Святого Миколая: 2014 р.
- Найкращий гравець «Педліцею» у новорічно-різдвяному турнірі з міні-футболу серед ЗОШ Тернополя, присвяченого 107-річниці з дня народження Степана Бандери: 2016